# Stygnomma cubiroense
Espèce
Stygnomma cubiroense est une espèce d'opilions laniatores de la famille des Stygnommatidae.

## Distribution
Cette espèce est endémique de l'État de Lara au Venezuela. Elle se rencontre vers Jiménez.

## Description
Le mâle holotype mesure 4,50 mm et la femelle paratype 4,75 mm.

## Systématique et taxinomie
Cette espèce a été décrite par González-Sponga en 2005.

## Étymologie
Son nom d'espèce, composé de cubiro et du suffixe latin -ense, « qui vit dans, qui habite », lui a été donné en référence au lieu de sa découverte, Cubiro.

## Publication originale
- (en) González-Sponga, « Venezuelan Arachnida. Six new species of the genus Stygnomma (Opiliones: Laniatores: Stygnommatidae) », Acta Biologica Venezuelica, vol. 22, nos 3-4,‎ 2005, p. 13-35